# 河内長野市立加賀田小学校
河内長野市立加賀田小学校（かわちながのしりつ かがた しょうがっこう）は、大阪府河内長野市にある公立小学校。
明治時代初期に当時の錦部郡（のち南河内郡）加賀田村に設置された小学校を起源としている。

## 沿革
- 1873年10月14日 - 河州第百六番小学校として、加賀田村に創立。
- 1875年5月 - 加賀田小学校に改称。
- 1887年4月1日 - 錦部郡加賀田尋常小学校に改称。
- 1896年 - 郡の合併により、南河内郡加賀田尋常小学校に改称。
- 1907年4月1日 - 高等科を併設。南河内郡加賀田尋常高等小学校に改称
- 1936年2月20日 - 現在地に移転。
- 1941年4月1日 - 国民学校令により、南河内郡加賀田国民学校に改称。
- 1947年4月1日 - 学制改革により、加賀田村立小学校に改称。
- 1954年4月1日 - 合併による河内長野市の発足により、現校名に改称。
- 1981年4月1日 - 河内長野市立石仏小学校を分離。
- 1984年9月 - 学校給食を開始。

## 通学区域
- 河内長野市 加賀田（一部）・ 唐久谷・高向（一部）・大矢船北町・大矢船中町・大矢船西町・大矢船南町・南ヶ丘。

卒業生は基本的に河内長野市立加賀田中学校に進学する。

## 交通
- 南海バス岩湧線（12系統） 加賀田小学校前バス停。
- 南海バス加塩・南ヶ丘線（31系統）、加塩・大矢船西町線（35系統） 大矢船橋バス停。
- 南海高野線　三日市町駅 南へ約1.8km。